# Adolph Born
Adolph Born (* 30. April 1855 in London; † 14. April 1924 in Berlin) war ein deutscher Architekt.

## Leben
Adolph Born wohnte in Berlin-Lichterfelde und entwarf ab ca. 1883 mehr als 38 Häuser in Berlin, die größtenteils unter Denkmalschutz stehen. Dabei setzte er sich in seinen 40 Berufsjahren bis 1923 immer wieder mit modernen Architekturströmungen auseinander.
Er starb in seinem Haus in der Verlängerten Wilhelmstraße 8 (heute Oberhofer Weg 20) in Berlin-Lichterfelde.

## Bauwerke (Auswahl)

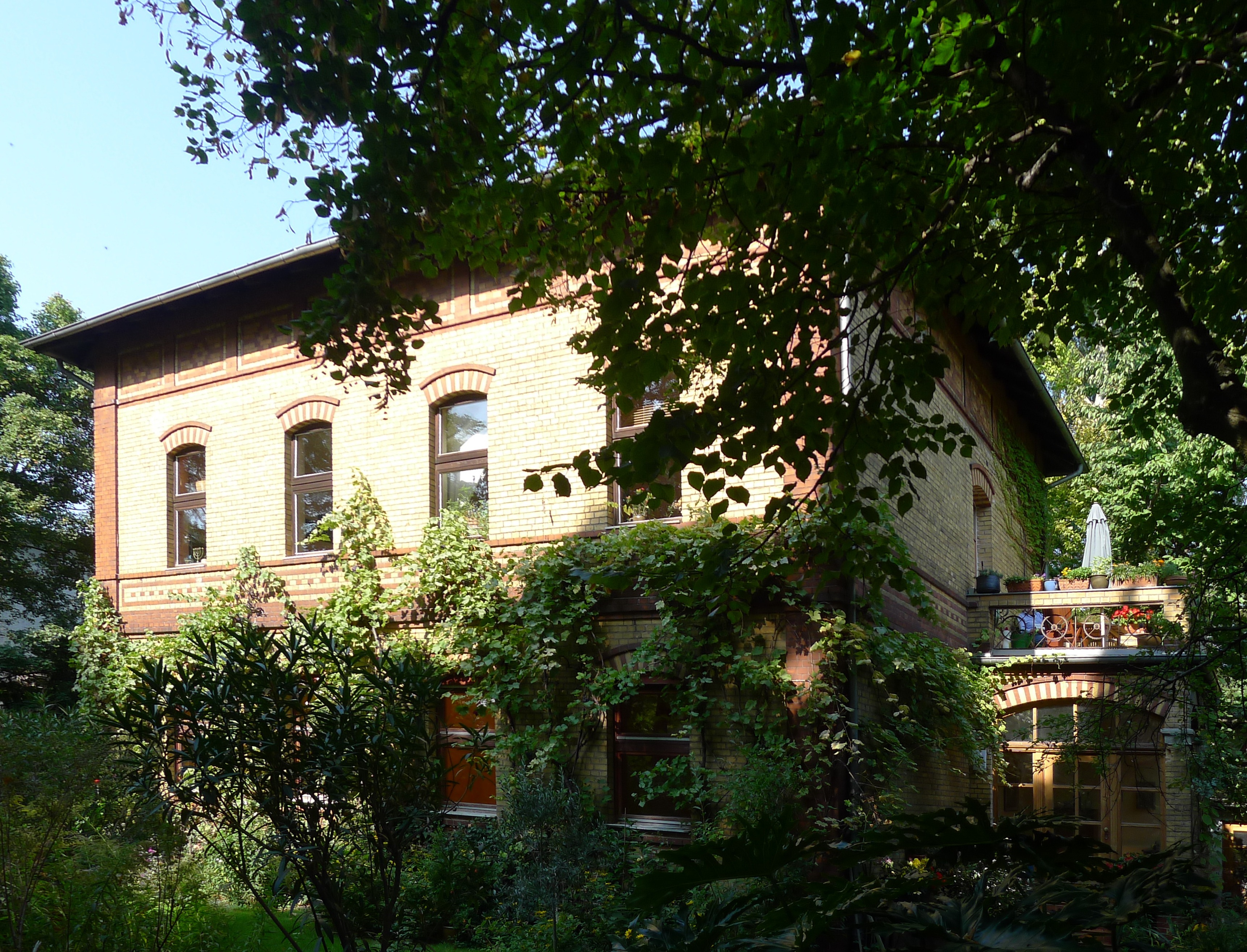
Wohnhaus Parallelstraße 27, Berlin-Lichterfelde

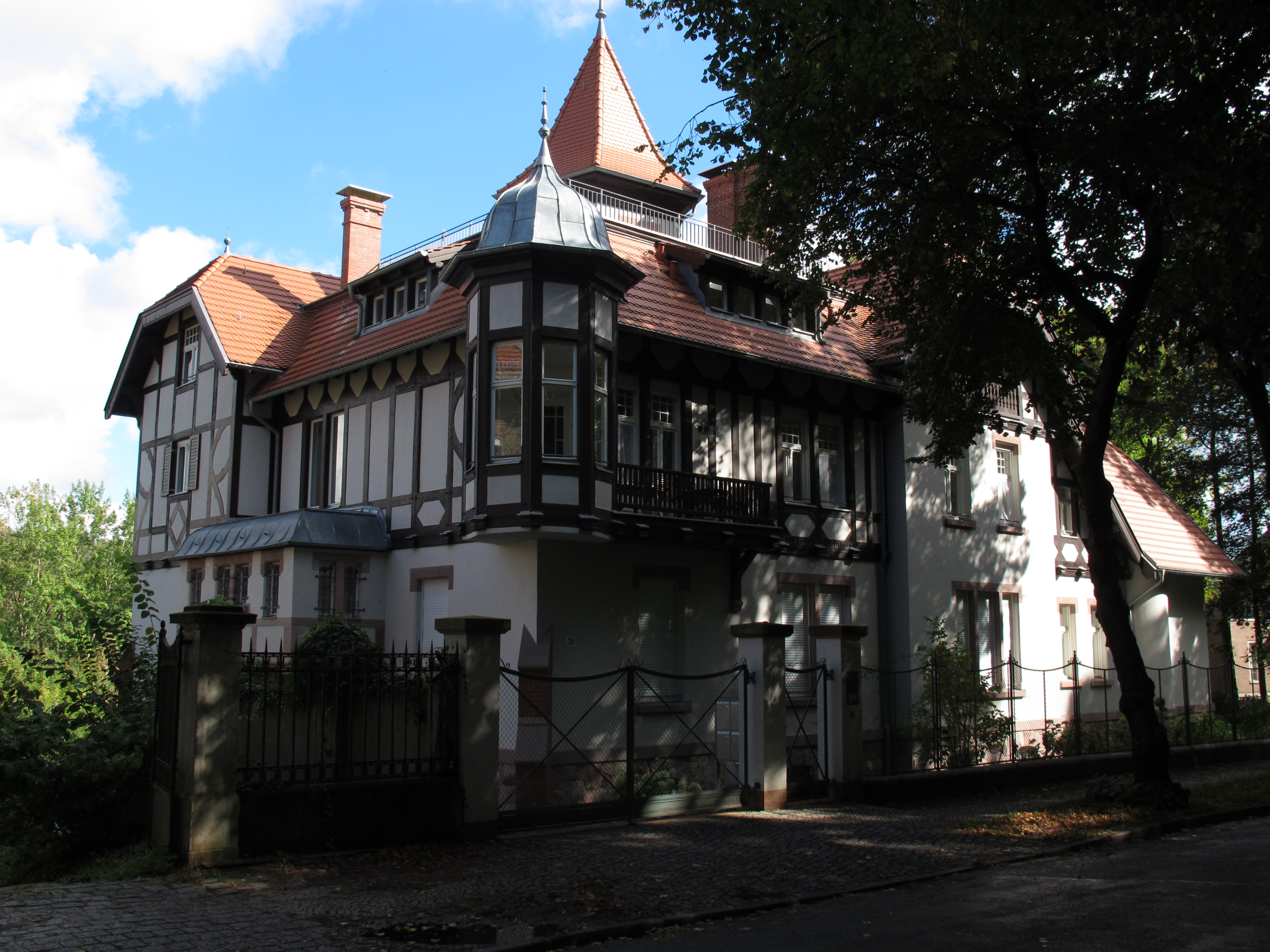
Villa von Achenbach

- 1883/1884: Auguststraße 1–2 / Jägerstraße 9[2]
- 1887/1888: Parallelstraße 2[3] und 27[4]
- 1890/1891: Drakestraße 11[5] und Schillerstraße 28[6]
- 1892: Morgensternstraße 6[7]
- 1893: Ringstraße 73[8]
- 1901/1902: Steinäckerstraße 18[9]
- 1904/1905: Ebereschenallee 13/17[10]
- 1905: Villa von Achenbach, Karl-Marx-Straße 30/31, Potsdam-Babelsberg[11]
- 1906/1907: Grunewaldstraße 44 (heute: Private Kant-Grundschule)[12]
- 1909/1910: Am Sandwerder 28[13] und Anbau Friedrichstraße 16
- 1910/1911: Fischerhüttenstraße 125[14] und Herwarthstraße 1[15]
- 1925: Herwarthstraße 2A[16]